# Paradoxa Stoicorum

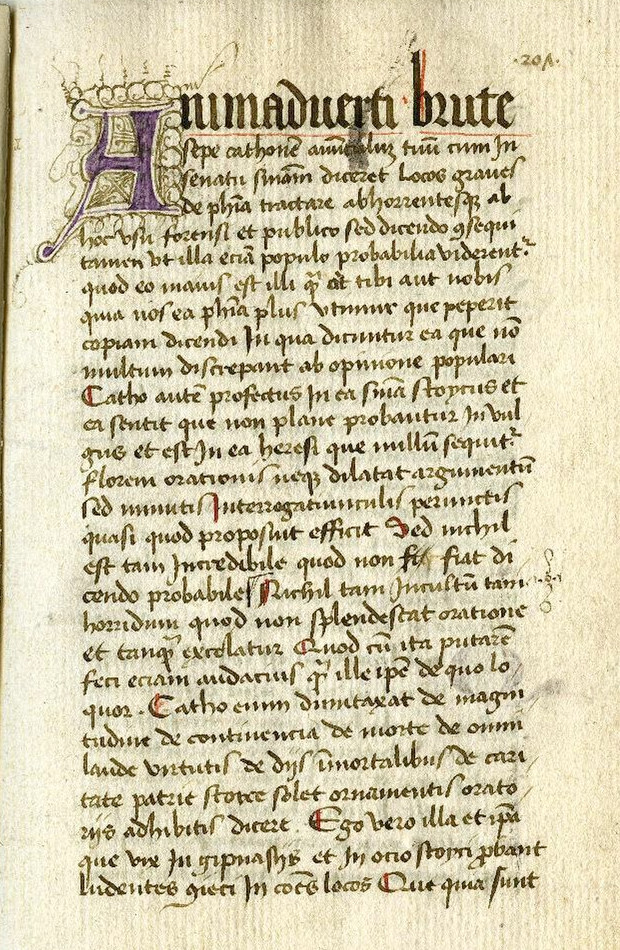
Página 6 de la Paradoxa Stoicorum escrita por el filósofo Cicerón

Paradoxa Stoicorum (en español,  Las paradojas de los estoicos ) es una obra del  escéptico académico y filósofo Cicerón en que intenta explicar seis dichos famosos  estoico que parecen ir en contra del entendimiento común: (1) la virtud es el único bien; (2) la virtud es el único requisito para la felicidad; (3) todas las buenas obras son
igualmente virtuoso y todas las malas acciones igualmente viciosas; (4) todos los necios están locos y esclavizados; (5) solo los sabios son libres; y (6) solo los sabios son ricos.

## Historia
La obra fue escrita alrededor del 46 a. C. El trabajo está dedicado a  Marcus Brutus. En la introducción, Cicerón elogia a Brutus tío Cato el Joven que todavía estaba vivo en esta fecha.
Cicerón se sintió motivado a escribir la obra con el fin de volver a expresar los argumentos estoicos dentro del lenguaje del latín retórico. Cicerón afirma que su intención es hacer una versión de una obra griega original en un idioma apropiado para el modo de  el Foro. Defiende las paradojas con argumentos populares, a veces es más que un juego de palabras, y las ilustra con anécdotas de la historia. Se cree que él no consideró estos ensayos como obras serias de filosofía, sino más bien como ejercicios retóricos. En otra parte, Cicerón critica estas paradojas: especialmente  De Finibus  iv. 74-77 y  Pro Murena  60-66.
Las fechas de los manuscritos más antiguos son del siglo IX. La  Paradoxa Stoicorum  se destaca por ser uno de los primeros libros impresos. En 1465 Johann Fust y Peter Schöffer imprimieron la obra junto con  de Officiis  de Cicerón habiendo tomado el control de la imprenta de Gutenberg en Mainz.
En el siglo XVI, Marcantonius Majoragio escribió una obra criticando a Cicerón, titulada "Antiparadoxon". Majoragio creía que la obra de Cicerón no era socrática y, además, que los argumentos eran torpes y falsos.

## Contenido
El tema del trabajo es examinar un principio del pensamiento estoico: "las paradojas". El trabajo se ocupa específicamente de seis de estos:

### I: La virtud es lo único bueno
En este libro, Cicerón presenta las clasificaciones estoicas de qué elementos de la vida son genuinamente buenos y qué elementos no lo son. Hay tres cualidades diferentes de algo que es genuinamente bueno: rectitud ("recto"), honor o nobleza intrínseca ("honestum") y virtud intrínseca ("cum virtute"). Esto puede entenderse como la persona interior y las elecciones y acciones en las que participa.
El placer y la riqueza no pueden ser bienes genuinos porque carecen de las propiedades cruciales que debe tener un bien genuino. Los bienes genuinos deben satisfacer el deseo y hacer feliz a su poseedor. Los bienes espurios o aparentes no satisfacen los deseos, sino que despiertan aún más el deseo, así como el miedo a perder esas cosas que poseen actualmente. Cicerón también sostiene que algo no puede ser bueno si una persona malvada puede poseerlo. Por tanto, la riqueza y el placer no pueden ser un bien genuino.
Los humanos, entre todos los animales, son los únicos que poseen razón, y esto solo les permite a los humanos perseguir el bien.  Por lo tanto, el bien debe definirse exclusivamente en términos racionales y, por lo tanto, la vida moral debe ordenarse según la razón.

### II: La virtud es suficiente para la felicidad
La virtud es todo lo que se necesita para la felicidad. La felicidad depende de una posesión que no se puede perder, y esto solo se aplica a las cosas que están bajo nuestro control.

### III: Todos los vicios y todas las virtudes son iguales
Todas las buenas acciones son igualmente meritorias y todas las malas acciones igualmente atroces. Todas las virtudes son iguales ya que esto corresponde al mismo impulso hacia el bien. Cicerón no intenta defender la posición estoica de la igualdad moral de todas las ofensas; en cambio, ofrece una versión debilitada de que los delitos del mismo tipo son iguales. Señala la posición estoica de que todos los delitos son iguales ya que todos implican la misma intención de infringir la ley, pero luego argumenta que los delitos no tienen la misma pena ya que el asunto depende del estado de la persona lesionada y del criminal. Así termina imponiendo gradaciones de vicio basadas en factores externos.

### IV: Todos los tontos están locos
Hay una importante  laguna al principio de esta sección. La parte restante sostiene que todo necio es un exiliado y que la persona sabia no puede ser lastimada. Cicerón ataca a un enemigo personal anónimo por causar su exilio. Se cree que el ensayo es un ataque apenas velado al enemigo de Cicerón Publius Clodius Pulcher (Clodius). Cicerón afirma que su propio exilio no fue una dificultad, ya que poseía la sabiduría y la virtud estoicas correctas.

### V: El sabio solo es libre
Sólo el  sabio es libre y todo tonto es un esclavo. Cicerón ataca a un líder militar anónimo que no es digno de mando porque no puede controlar sus pasiones y, por lo tanto, no es libre. El objetivo aquí puede ser Lucullus. Cicerón satiriza el lujo costoso y la afectación del conocimiento en el coleccionismo de obras de arte. La libertad implica el control racional de la propia voluntad. Solo el sabio es libre, ya que elige libremente el bien.

### VI: Solo el sabio es rico
Si la riqueza de una persona rica se mide por la cantidad de sus bienes, entonces una persona rica sin virtud es pobre, ya que la virtud es el único bien. La gente confunde necesidades razonables con deseos irracionales y esto lleva a las personas en el poder a perseguir pasiones irracionales.

## Ediciones
- Paradoxa stoicorum ad M. Brutum (Latin) (ed. J. G. Baiter, C. L. Kayser)
- "El libro de Marcus Tullius Cicero titulado Paradoxa Stoicorum. Anno. 1569 ". Publicado en el año 1569, traducido por Thomas Newton (Thomas Newton (poeta)).